# انبار مبلمان آمریکایی
انبار مبلمان آمریکایی (به انگلیسی: American Furniture Warehouse) (اختصاری AFW) یک خرده‌فروش مبلمان خصوصی است که دفتر مرکزی آن در شهرستان داگلاس، کلرادو به صورت غیرشرکتی فعال است. در سال ۱۹۷۵ میلادی توسط کارآفرین جیک جبز در محل فروشگاه سابق شرکت مبلمان آمریکایی در خیابان ۵۸‌ام و بانوک در دنور، کلرادو تأسیس شد.

## یادداشت
1. ↑  تجارت غیرشرکتی یا ثبت‌نشده (به انگلیسی: Unincorporated) به یک شرکت یا سازمانی گفته می‌شود که به صورت یک شرکت حقوقی ثبت و تشکیل نشده‌ است.